# Levi Strauss
Levi Strauss & Co — американська компанія, що спеціалізується на пошиві джинсового одягу. Заснована Леві Штраусом і Джейкобом Девісом у 1853 році у місті Сан-Франциско (США).

## Історія

### Початок
Народився Леві Стросс (Levi Strauss) в Баварії (Німеччина) в 1829 році в багатодітній єврейській родині. У 18 років, разом з сім'єю, виїхав до США. З юності Леві мав підприємницькі здібності. Готуючись до переїзду до Америки, Леві приготував всілякі дрібниці і цілий рулон парусини для продажу. Все це він продав ще на пароплаві, а по прибуттю до Америки Леві збагнув, що з продажем товару поквапився — тут все коштувало набагато дорожче.
Із залишками полотна парусини, Леві Штраус вирушив до Каліфорнії, до табору золотошукачів. Тут він займався бізнесом із продажу тканин для наметів старателів, але його бізнес практично не виправдовував себе, а сам Леві був на грані банкрутства.
Девід Штерн (David Stern), одружений зі старшою сестрою Штрауса, відкрив власну галантерейну крамницю в Сан-Франциско. Магазин мав зручне розташування біля води, так що отримання товару з порту не становило проблем. У 1850 році Леві приєднується до сімейного бізнесу.
Перші джинси Леві Штраус пошив у 1853 році після того, як один із золотошукачів поскаржився йому, що золото знайти значно легше, ніж пару міцних та зручних штанів. Перші джинси нагадували комбінезон і були скроєні з коричневої тканини, призначеної для наметів і тентів. На той час тканина, що використовувалась для пошиву штанів, відправлялася з італійського порту Генуя, і на тюках ставили штамп місця відправлення «Genes». Американці — отримувачі читали штамп на свій манер — «Джинс». Але свою сучасну назву джинси отримали лише в середині XX-го століття, а до тих пір їх називали «комбінезон без верхньої частини».
Коли у Штрауса закінчилися запаси наметового брезенту, він закупив щільну саржу в Німі, Франція. Звідси пішла назва бавовняної тканини denim (de Nimes — з Ниму).
У 1867 році корабель, на якому перебувала партія тканини, замовлена Леві Штраусом, потрапив у шторм. Бочки з фарбою «індиго» розбилися й кілька рулонів просочилися синьою фарбою. Однак підприємець не викинув зіпсовану тканину, а пошив з неї штани, які миттєво розійшлися серед покупців. Так майбутні джинси одержали свій знаменитий синій колір. Ця легенда жива дотепер, але довести її достовірність неможливо — архіви компанії «Levi's» загинули під час землетрусу в 1906 році.
Для компанії Levi Strauss & Co настав час стрімкого злету. Щоб убезпечити себе від усіляких непорозумінь, в компанії патентували практично всі ноу-хау і вироблені продукти.

### Поява заклепок
Згодом було помічено недолік: під вагою інструментів та золотих самородків швидко обривалися кишені. У 1873 році Джейкоб Девіс (Jacob Davis) — кравець з міста Рено (Невада), написав Леві лист з пропозицією партнерства. Суть придуманої Девісом технології полягала в тому, що б зміцнювати кишені заклепками для кріплення кінської збруї. Так в 1873 році з'явилися "Оригінальні Проклепані Джинси Levi's". Міцні, комфортні та практичні штани швидко сподобалися лісорубам, фермерам та ковбоям. Навіть індіанці почали носити Levi's.
Тепер вони відомі всьому світу, як джинси моделі 501. Вони коштували 1 долар 46 центів.
У перший же рік Леві Страусом було продано 21 000 пар курток і американських джинсів із заклепками. З задніх кишень заклепки незабаром зникли, що б не псувати сідло і меблі, їх замінив посилений шов.
Спочатку шили джинси в домашніх умовах. Проте в 1873 році попит на джинсові штани значно виріс, і компанія, незважаючи на депресію в економіці країни, створила фабрику, керівником якої став Джейкоб Девіс.

### Успіх і визнання
У 1877 році фабрика Levi Strauss & Co. розширилася, а фірмові риси штанів марки Levi's — темно-синя бавовняна тканина, заклепки, стібки й рядок, а також гарантія якості — перетворилися на стандарт.
1886 — рік винаходу логотипа Levi's. У той час це був шкіряний лейбл із зображенням двох коней, які намагаються розірвати джинси. Картинка зображувала реальний експеримент, який був проведений, після того як машиніст паровоза повідомив, що використав пару джинсів замість зламаної зчіпки вагонів і благополучно довів поїзд до станції. Після такої реклами джинси Левіс або Лівайс повністю підкорили Америку.
У 1890 компанія почала присвоювати номери моделям своєї продукції, і знаменитий номер «501» було присвоєно джинсам із заклепками.
У 1912 році у продажу з'являється дитячий комбінезон Koveralls, дизайнером якого виступив Саймон Девіс (Simon Davis) — син Джекоба Девіса, який надалі придумав ще кілька моделей нового одягу з деніму. Одночасно з цим запускається рекламна компанія і одяг Levis виходить на простори міжнародного ринку.
Перша світова війна фактично ніяк не вплинула на бренд, тому що компанія не укладала ніяких договорів з військовими.
З 1922 року компанія Levis дещо скорочує виробництво всіх своїх продуктів, не пов'язаних з виробництвом джинсів (продаж джинсів приносить левову частку доходу компанії). В цей же час на джинсах, крім ґудзиків для підтяжок, з'являються петлі для ременя.

### Депресія 1930-х років
Як не дивно, для Левіса депресія 1930-х років пройшла досить успішно, тому що сприяла рекламі джинсів, як справжньої культури ковбоїв Дикого заходу з вестернів.
У 1936 році до логотипу бренду додалася маленька червона етикетка, пришита до правої задньої кишені, що б джинси Левіс були більш упізнавані.

### Післявоєнний період
Левіс пережила період другої світової війни теж на відмінно завдяки контракту, укладеному з військовими. Це допомогло підвищити впізнаваність марки у Європі. В 1950 році компанія сфокусувала свою рекламу на молоді й фактично створила нову культуру джинсового одягу. Тут Голлівуд допоміг компанії знову, знамениті актори Марлон Брандо й Джеймс Дін з'явилися в кадрах молодіжних фільмів, одягнені в джинси.
Компанія експериментувала. В 1954 році з'явилася лінія одягу стилю casual. У джинсах з'явилася модель із застібкою-блискавкою замість ґудзиків. У 1960 році Левіс випустила потерті джинси, а також джинси різних кольорів, які не прижилися. 1963 року з'являються джинси з вельвету та стрейчу.

### Конкуренція
Однак молоді компанії не дрімали. Так невелика фірма Вранглер (Wrangler) зуміла завоювати сільську частину США, яка вважала джинси Левіс суто міською маркою. Уперше Wrangler засвітився в ковбойських фільмах і відразу став улюбленцем Голлівуду. До 1960-х між джинсовими марками Lee, Wrangler і Cooper вибухнула справжня війна не за аудиторію як таку, а за те, хто перетягне на себе дух справжньої Америки.
У 1970 році мода на джинси досягла свого піку. Levi Strauss & Co. довелося розбивати виробництво на чотири основних напрямки: джинси, Levi's для жінок, дитячий одяг і чоловічий спортивний одяг. До 1977 Levi Strauss & Co. стала найбільшим виробником одягу у світі. Продажі зростали і в 1979 році оборот компанії склав $2 мільярди доларів.
1985 — компанія успішно пройшла етап реструктуризації. Трохи пізніше була представлена нова лінія чоловічого одягу під брендом Dockers, а до модельного ряду джинсів Levi's додалися вицвілі й пофарбовані джинси. Оборот компанії в 1990 році склав $4 мільярди.
У 1992 році Левіс вклала в рекламу ~ 230 мільйонів доларів. Реклама додала трохи гламуру й вишуканості марці, однак ціна в бутиках набагато зросла.
У 1990-х роках компанія втратила більше половини джинсового ринку, що їй належав. Levi Strauss & Co. продовжувала випускати класичні вузькі джинси, тоді як серед молоді в моду ввійшли широкі штани. З 1996 по 1999 рік обсяг продажів компанії скоротився на 28 %.

## Сьогодення компанії
Чистий прибуток американського виробника одягу Levi Strauss & Co. у 2006–2007 фінансовому році виріс майже вдвічі — до 460,4 млн дол. проти 239 млн дол. роком раніше. Компанія заявила, що успішні фінансові показники пов'язані зі зростанням продажу дорогого одягу. 

При цьому виручка досягла 4,36 млрд дол., що на 4 % більше, ніж у 2005–2006 фінансовому році, коли компанія отримала 4,19 млрд дол. 

Операційний прибуток збільшився на 4,5 % і склав 641 млн дол. проти 613,66 млн дол., отриманих за попередній фінансовий рік. 

Така інформація міститься в опублікованому сьогодні звіті компанії.
Продукція компанії продається в 110 країнах. Акції Levi Strauss належать нащадкам засновника і не продаються на фондовій біржі. Штат компанії складається з 10 тис. співробітників.